# José María Vergara y Vergara
José María Vergara y Vergara, né le 19 mars 1831 à Bogota et mort le 9 mars 1872, était un écrivain, un journaliste et un critique littéraire colombien.